# Bremische Bürgerschaft
De Bremische Bürgerschaft (Nederlands: Burgerschap van Bremen) is het parlement van de Duitse deelstaat Bremen (voluit: Vrije Hanzestad Bremen). De Bürgerschaft is te vergelijken met de deelstaatparlementen (vaak Landdagen genoemd) van de andere Duitse deelstaten.
Sinds 2019 telt de Bremische Bürgerschaft 84 leden. Hieronder zijn 69 afgevaardigden uit de stad Bremen en 15 uit Bremerhaven. De 69 eerstgenoemde leden vormen tevens de gemeenteraad van de stad Bremen. De stad Bremerhaven heeft een aparte gemeenteraad: de magistraat (Magistrat).
De Bürgerschaft wordt rechtstreeks gekozen via algemeen, enkelvoudig kiesrecht.

## Geschiedenis
De geschiedenis van de Bremische Bürgerschaft gaat terug tot de 12e eeuw. Tijdens de late middeleeuwen werd volgens het gebruikelijke stadsrecht en de statuten van 1433 een Raad van Bremen gekozen. De vertegenwoordiging van de burgers (de Meenheit) werd gecoördineerd vanuit de kerspels, terwijl de zogenaamde Olderlude als woordvoerders fungeerden van de kooplieden die de raad adviseerden. Na de Franse periode in Bremen (1806-1814) werd de volksvertegenwoordiging anders ingericht. In maandelijkse vergaderingen werden wetten en begrotingen ingediend, die pas effectief werden wanneer de raad en de conventie (vertegenwoordigers van de kooplieden) het eens werden.
Een democratische Bürgerschaft, die na de revolutie van 1848-1849 was ontstaan, werd in maart 1852 door de Senaat alweer ontbonden. Vervolgens werd een klassesysteem ingevoerd, dat tot 1918 bestond en waarbij de meerderheid van de bevolking sterk ondervertegenwoordigd was. Ten tijde van de Weimarrepubliek (1919-1933) vonden in Bremen zeven keer verkiezingen plaats voor het destijds 120 zetels tellende parlement. De USPD (1920), de Deutsche Volkspartei (1921) en de SPD (1923, 1924, 1927, 1930, 1933) werden hierbij respectievelijk de grootste partijen.
Na de Tweede Wereldoorlog, in april 1946, werd een voorlopig parlement benoemd door de Amerikaanse militaire regering, die Bremen destijds controleerde. Op 13 oktober van dat jaar vonden de eerste vrije verkiezingen plaats, waarna de verkozen parlementariërs op 30 oktober voor het eerst samenkwamen. De tachtig leden van deze Bürgerschaft waren allen afkomstig uit de stad Bremen, maar vanaf februari 1947 voegden twintig afgevaardigden uit Bremerhaven zich bij hen. Het parlement telde zodoende honderd zetels, een aantal dat in 2003 werd teruggebracht naar 83 (waarvan 68 leden uit Bremen en 15 uit Bremerhaven).
De sociaaldemocratische SPD was vanaf de Tweede Wereldoorlog tot 2019 altijd de grootste partij in de Bürgerschaft van Bremen. De partij was sindsdien in alle regeringen vertegenwoordigd en leverde ook telkens de eerste burgemeester. In de periodes 1946–1947, 1955–1967 en 1971–1991 beschikte de SPD over een parlementaire meerderheid. In de laatstgenoemde periode regeerde de SPD alleen, zonder coalitiepartners. Bij de verkiezingen van 2019 werd de SPD voor het eerst verslagen door de christendemocratische CDU.

## Parlementsgebouw

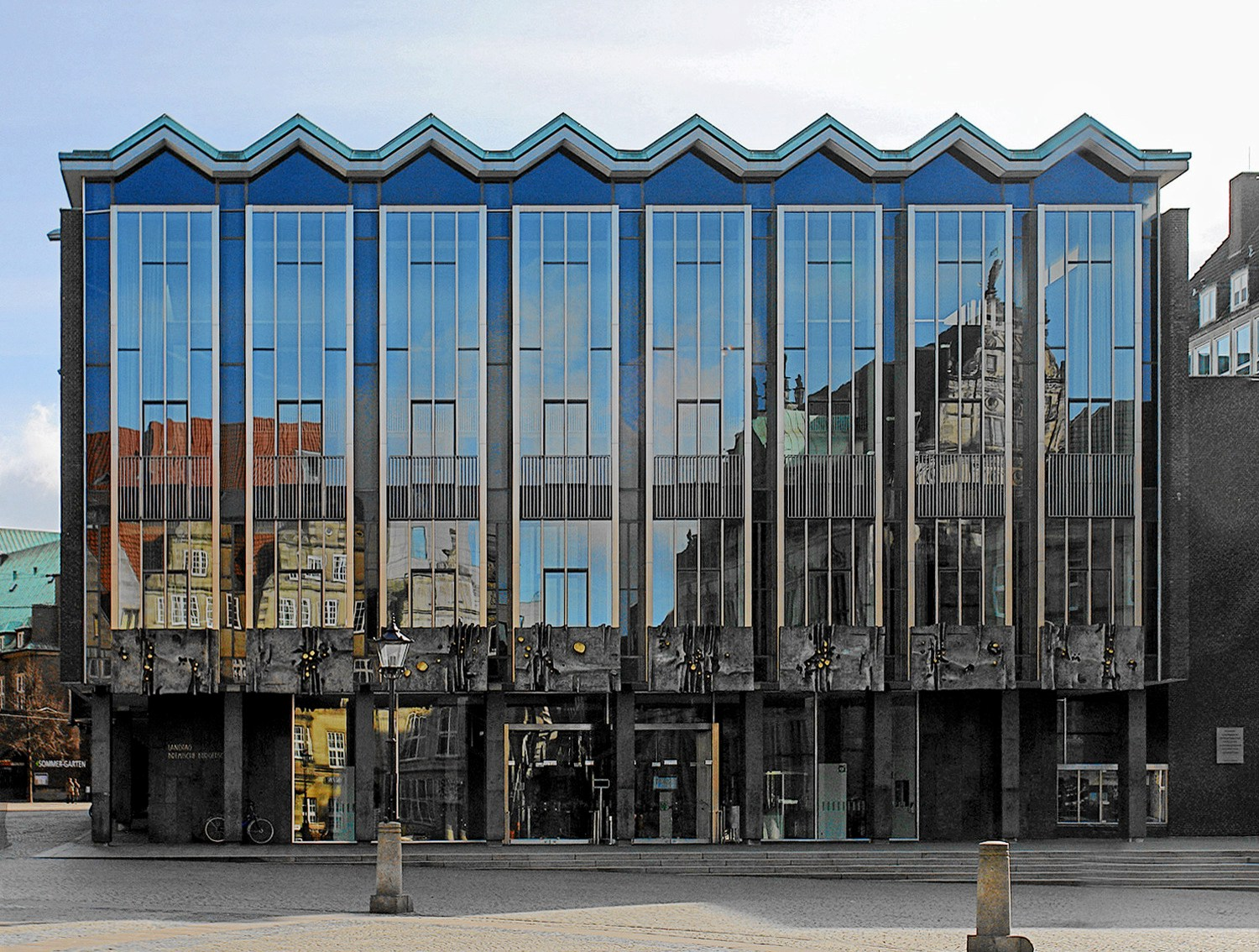
Haus der Bürgerschaft, parlementsgebouw

Het parlementsgebouw van de Bürgerschaft (Duits: Haus der Bürgerschaft) bevindt zich aan de Bremer Marktplatz in het centrum van Bremen. Het complex werd tussen 1962 en 1966 gebouwd op de plaats van de omvangrijke voormalige handelsbeurs, die in de Tweede Wereldoorlog was verwoest. Kenmerkend aan het gebouw is de verticale glasstructuur van de voorgevel, met daaronder een aantal reliëfpanelen en daarboven een golvende daklijn. Voorafgaand aan de bouw werd het ontwerp van architect Wassili Luckhardt door een deel van de bevolking stevig bekritiseerd, omdat het een te moderne uitstraling zou hebben voor de oude markt. Een parlementaire meerderheid besloot desondanks dat het ontwerp moest worden uitgevoerd. Het gebouw werd in 1966 opgeleverd en kreeg in 1992 een monumentale status.
In juni 2019 is men begonnen met een grootschalige renovatie van het complex, waarbij vooral aandacht wordt geschonken aan de verbetering van de (brand)veiligheid en de aanleg van digitale voorzieningen. De parlementsleden van de Bürgerschaft vergaderen tijdens de werkzaamheden tijdelijk in de balzaal van het Nieuwe Raadhuis. Hier zetelde de Bürgerschaft al eerder tussen 1946 en 1966.
Tegenover het parlementsgebouw bevindt zich het stadhuis van Bremen, dat als zetel dient van de regering (de Senaat genoemd) en de eerste burgemeester.

## Verkiezingen
De verkiezing voor de Bürgerschaft van Bremen vindt elke vier jaar plaats en wijkt daarmee af van de andere Duitse deelstaten, waar een parlementaire ambtstermijn vijf jaar bedraagt. De leden van de Bürgerschaft worden verkozen in algemene, directe en vrije verkiezingen in de kiesdistricten Bremen en Bremerhaven. Om verkozen te kunnen worden moet men de Duitse nationaliteit hebben, 18 jaar oud zijn en minimaal drie maanden in Bremen wonen. Sinds de invoering van het actieve en passieve stemrecht op gemeentelijk niveau voor alle burgers van de Europese Unie is het echter wel mogelijk dat een niet-Duitser lid is van de gemeenteraad van de stad Bremen. In dat geval wordt zijn plaats in de Bürgerschaft ingenomen door een opvolger van Duitse nationaliteit.
Bij de verkiezingen geldt een kiesdrempel van 5%, die afzonderlijk voor de kiesdistricten Bremen en Bremerhaven wordt toegepast. Haalt een partij in een van de districten 5% van de totale stemmen, dan wordt zij voor beide districten in het parlement opgenomen.
De grondwet voorziet ook in een mogelijkheid tot het houden van volksstemmingen.

### Huidige zetelverdeling
Bij de meest recente verkiezingen, gehouden op 26 mei 2019, werd de christendemocratische CDU voor het eerst in de geschiedenis de grootste partij in de Bürgerschaft van Bremen. De partij veroverde 24 zetels, één meer dan de sociaaldemocratische SPD, die haar status als grootste partij voor het eerst sinds de Tweede Wereldoorlog verloor. SPD-lijsttrekker en eerste burgemeester Carsten Sieling kondigde hierop zijn vertrek aan. Desondanks slaagde de SPD erin om samen met Bündnis 90/Die Grünen en Die Linke een coalitieregering te vormen, waarmee de CDU alsnog in de oppositie werd gedwongen. Onder leiding van Sielings opvolger Andreas Bovenschulte trad in augustus 2019 een nieuwe Senaat aan.
De fractie van Alternative für Deutschland (AfD), die vijf zetels behaalde, viel kort na de verkiezingen uiteen vanwege interne twisten. Drie van hen splitsten zich af, de andere twee zetelden verder als onafhankelijken. 
| Partij                                        | %     | zetels | verschil |
| --------------------------------------------- | ----- | ------ | -------- |
| Christlich Demokratische Union (CDU)          | 26,7% | 24     | +4       |
| Sozialdemokratische Partei Deutschlands (SPD) | 24,9% | 23     | -7       |
| Bündnis 90/Die Grünen                         | 17,4% | 16     | +2       |
| Die Linke                                     | 11,3% | 10     | +2       |
| Alternative für Deutschland (AfD)             | 6,1%  | 5      | +1       |
| Freie Demokratische Partei (FDP)              | 5,9%  | 5      | -1       |
| Bürger in Wut (BiW)                           | 2,4%  | 1      | -        |
| Die PARTEI                                    | 1,7%  | 0      | -        |
| Overigen                                      | 3,6%  | 0      | -        |
| Totaal                                        | 100%  | 84     |          |

## Zetelverdelingen sinds 1946
In dit overzicht worden de zetelverdelingen weergegeven zoals die bij de parlementsverkiezingen werden bepaald. De beige gekleurde vakken duiden de partijen aan die na de betreffende verkiezingen vertegenwoordigd waren in de Senaat van Bremen.
| Jaar | Leden | SPD | CDU | FDP | Grüne | Linke | BiW | AfD | KPD | DP | DVU | Overige  |
| ---- | ----- | --- | --- | --- | ----- | ----- | --- | --- | --- | -- | --- | -------- |
| 1946 | 80    | 51  | 12  | –   | –     | –     | –   | –   | 3   | –  | –   | 14       |
| 1947 | 100   | 46  | 24  | 2   | –     | –     | –   | –   | 10  | 3  | –   | 15 (BDV) |
| 1951 | 100   | 43  | 9   | 12  | –     | –     | –   | –   | 6   | 16 | –   | 14       |
| 1955 | 100   | 52  | 18  | 8   | –     | –     | –   | –   | 4   | 18 | –   | –        |
| 1959 | 100   | 61  | 16  | 7   | –     | –     | –   | –   | –   | 16 | –   | –        |
| 1963 | 100   | 57  | 31  | 8   | –     | –     | –   | –   | –   | 4  | –   | –        |
| 1967 | 100   | 50  | 32  | 10  | –     | –     | –   | –   | –   | –  | –   | 8 (NPD)  |
| 1971 | 100   | 59  | 34  | 7   | –     | –     | –   | –   | –   | –  | –   | –        |
| 1975 | 100   | 52  | 35  | 13  | –     | –     | –   | –   | –   | –  | –   | –        |
| 1979 | 100   | 52  | 33  | 11  | –     | –     | –   | –   | –   | –  | –   | 4 (BGL)  |
| 1983 | 100   | 58  | 37  | –   | 5     | –     | –   | –   | –   | –  | –   | –        |
| 1987 | 100   | 54  | 25  | 10  | 10    | –     | –   | –   | –   | –  | 1   | –        |
| 1991 | 100   | 41  | 32  | 10  | 11    | –     | –   | –   | –   | –  | 6   | –        |
| 1995 | 100   | 37  | 37  | –   | 14    | –     | –   | –   | –   | –  | –   | 12 (AFB) |
| 1999 | 100   | 47  | 42  | –   | 10    | –     | –   | –   | –   | –  | 1   | –        |
| 2003 | 83    | 40  | 29  | 1   | 12    | –     | –   | –   | –   | –  | 1   | –        |
| 2007 | 83    | 32  | 23  | 5   | 14    | 7     | 1   | –   | –   | –  | 1   | –        |
| 2011 | 83    | 36  | 20  | –   | 21    | 5     | 1   | –   | –   | –  | –   | –        |
| 2015 | 83    | 30  | 20  | 6   | 14    | 8     | 1   | 4   | –   | –  | –   | –        |
| 2019 | 84    | 23  | 24  | 5   | 16    | 10    | 1   | 5   | –   | –  | –   | –        |

## Voorzitters van de Bürgerschaft
| Voorzitters van de Bremische Bürgerschaft | Voorzitters van de Bremische Bürgerschaft | Voorzitters van de Bremische Bürgerschaft |
| Persoon                                   | periode                                   | partij                                    |
| ----------------------------------------- | ----------------------------------------- | ----------------------------------------- |
| Rudolph Quidde                            | 1911–1918                                 | Onafhankelijk                             |
| Richard Dunkel                            | 1920–1930                                 | DDP                                       |
| Otto Bernhard                             | 1931                                      | NSDAP                                     |
| Johann Osterloh                           | 1931                                      | SPD                                       |
| Emanuel Backhaus                          | 1931–1932                                 | NSDAP                                     |
| Max Jahn                                  | 1933                                      | SPD                                       |
| Wilhelm Kaisen                            | 1946                                      | SPD                                       |
| August Hagedorn                           | 1946–1966                                 | SPD                                       |
| Hermann Engel                             | 1966–1971                                 | SPD                                       |
| Dieter Klink                              | 1971–1995                                 | SPD                                       |
| Reinhard Metz                             | 1995–1999                                 | CDU                                       |
| Christian Weber                           | 1999–2019                                 | SPD                                       |
| Antje Grotheer                            | 2019                                      | SPD                                       |
| Frank Imhoff                              | 2019–heden                                | CDU                                       |